# Rejon michajłowski (Ukraina)
Rejon michajłowski (ukr. Михайлівський район, Mychajliwśkyj rajon) – jednostka administracyjna wchodząca w skład obwodu zaporoskiego Ukrainy.
Rejon utworzony w 1923, ma powierzchnię 1067 km² i liczy około 33 tysięcy mieszkańców. Siedzibą władz rejonu jest Mychajliwka.
Na terenie rejonu znajdują się 2 rady osiedlowe i 8 silskich rad, obejmujących w sumie 46 wsi.